# Heracleia (Lucânia)

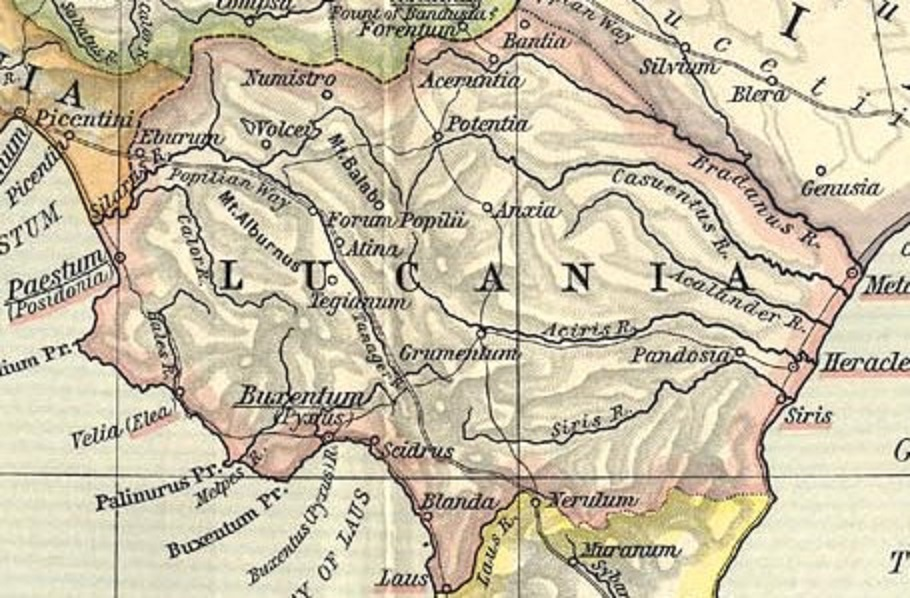
Mapa da Lucânia na Antiguidade.

Heracleia (do grego Ἡράκλεια) foi uma antiga cidade da Magna Grécia, situada na Lucânia, no golfo de Tarento, não muito longe do mar, entre os rios Aciris (denominado hoje rio Agri) e Siris (hodierno rio Sinni), no sítio onde está hoje localizada a comuna italiana de Policoro, província de Matera, região da Basilicata.

## História
Era uma antiga colónia grega, fundada bastante mais tarde do que outras cidades gregas também fundadas na Península Itálica. O território onde foi estabelecida tinha pertencido anteriormente à colónia jónica de Siris, sendo que, depois da queda desta, passou a ser motivo de tensão entre as cidades-estado mais próximas. Os atenienses reclamavam o território de Siris como seu, e terá sido por isso que os seus colonos túrios, logo após se terem estabelecido em terras itálicas, reivindicaram o esse território. No entanto, os tarentinos resistiram-lhes, iniciando uma guerra entre os dois estados, que terminou com um acordo segundo o qual se fundaria uma nova colónia no território disputado que funcionaria como uma povoação conjunta, ainda que designada como colónia de Tarento. Os poucos habitantes que restavam de Siris juntaram-se aos novos colonos. Se em princípio a povoação estava centrada no local em que Siris fora edificada, rapidamente acabou por ser transferir-se dali em cerca de 24 estádios de distância, mais perto do rio Aciris, acabando por se lhe dar o nome de Heracleia. Siris não deixou de existir, mas acabou por ficar submetido à condição de porto de Heracleia. Diodoro Sículo atribui o ano de 432 a.C. como data de fundação da nova cidade, catorze anos após a fundação de Túrio, o que entra em conformidade com Antíoco de Siracusa, citado por Estrabão Diodoro, assim como Lívio, chamam-lhe apenas uma colónia de Tarento. Antíoco é o único escritor que menciona a tomada da parte dos túrios na fundação original. Plínio, o Velho considera, erradamente, Heracleia como equivalente a Siris, à qual sucedeu. E foi talvez uma confusão similar, um estranho anacronismo, que levou Lívio a acreditar que Heracleia era uma das cidades da Magna Grécia onde Pitágoras estabeleceu as suas instituições.
A nova colónia cresceu rapidamente em prosperidade e poder, protegida pelos tarentinos, que guerrearam com os Messápios em sua defesa. Terá sido também graças à influência predominante dos tarentinos que Heracleia foi escolhida como o local da assembleia geral dos italiotas (πανήγυρις). Esta era uma reunião de carácter religioso, mas facilmente aplicável a assuntos políticos, motivo pelo qual Alexandre I, rei do Epiro, tentou transferir o local para da assembleia para a influência túria, e assim enfraquecer a influência de Tarento.
No entanto, apesar gozar de grande riqueza e prosperidade, algo devido à fertilidade da região, não existe muita informação sobre a história de Heracleia até à altura em que a cidade começa precisamente a entrar em declínio. Não há dúvidas de que tomou parte nas guerras contra os messápios e contra os lucanos. Terá acabado por, gradualmente, se submeter à dependência de Tarento sem deixar de ser, pelo menos oficialmente, uma cidade-estado independente. Quando, Alexandre, rei do Epiro, que tinha sido convidado a vir para a Itália pelos tarentinos, acabou por ser hostilizado pelos próprios, vingou-se tomando Heracleia e, tal como já mencionado, transferiu as assembleias gerais dos italiotas para os túrios. Durante a guerra entre Pirro do Epiro e os romanos, Heracleia foi cenário de fundo do primeiro confronto entre os dois poderes, sendo que Levino foi derrotado pelo rei epirota naquela que mais tarde ficou conhecida como a Batalha de Heracleia, travada entre a própria cidade e o rio Siris em 280 a.C..
Heracleia esteve com certeza ao lado dos tarentinos e lucanos contra Roma. Em 278 a.C., Os romanos, de forma a fazerem quebrar a aliança, propuseram-lhe um acordo de tal forma vantajoso que o próprio Cícero se lhe referiu como prope singulare foedus. Heracleia permaneceu com este privilegiado estatuto durante todo o período da República Romana até que quando, em 89 a.C., os romanos propuseram à população o estatuto de cidadania romana, através da Lex Plautia Papiria, os heracleotas duvidaram muito se deveriam aceitá-lo. A cidade caiu às mãos de Aníbal em 212 a.C.. Não se sabe até que ponto Heracleia tomou parte na Guerra Social entre 91 a.C. e 88 a.C., mas terá sofrido severamente com ela, acreditando no que nos diz Cícero sobre um incêndio que destruiu todos os documentos públicos da cidade naquela altura. Cícero fala bastante de Heracleia no seu discurso em favor de Aulo Licínio Árquias, poeta que foi adoptado como um cidadão de Heracleia. Diz-nos que continua a tratar-se de uma cidade importante e próspera, parecendo ser uma das únicas cidades gregas do sul da Itália respeitáveis aos romanos. O seu nome é desconsiderado pelo geógrafo Ptolomeu no século II a.C., mas sabe-se da sua existência num período mais tardio, a partir do Itinerário de Antonino e da Tabula Peutingeriana. Continuava a ser um local de relativa importância no império romano. Uma estrada de Venúsia juntava-se à estrada costeira em Heracleia.
Desconhecem-se completamente a altura e as circunstâncias em que a cidade se extinguiu, mas é hoje um sítio desolado e a região, outrora proclamada como uma das mais férteis da Península Itálica, estava praticamente desabitada em meados do século XIX. Pode saber-se no entanto, a exacta localização da cidade de Heracleia. Não há ruínas propriamente ditas, mas podem distinguir-se claramente grandes montes de pedras e fundações de edifícios antigos a 5 quilómetros do mar, perto da margem direita do rio Agri. Foram encontrados no local numerosos objectos, tais como moedas, tábuas de bronze e outras relíquias da antiguidade. Uma cidade medieval, Anglona, foi fundada no local. Chegou a ser considerada sede de Diocese, mas hoje não resta mais nada senão ruínas, entre as quais as de uma igreja do século XI.

## AsTabulae Heracleenses
As tábuas de bronze mais conhecidas por Tabulae Heracleenses, um mais interessantes artefactos da antiguidade ainda existentes, foram encontradas não muito longe do local onde ficava Heracleia, entre esta e o Metaponto. Por ter aceite a cidadania romana, Heracleia tornou-se num município, e as tabulae heracleenses contêm uma enorme descrição em latim sobre os regulamentos de Heracleia, que por si já é parte de uma lei mais geral, a Lex Iulia Municipalis, tornada pública em 45 a.C. e regulamentando as instituições municipais de todas as cidades itálicas. Este curioso e importante documento está gravado em duas tábuas de bronze, por trás das quais se pode ver uma outra inscrição em Grego proveniente de uma data bem mais antiga, provavelmente do século III a.C., definindo as fronteiras de terras pertencentes a vários templos.

## Arte
Heracleia é conhecida por ser a pátria do famoso pintor Zeuxis, embora não se tenha a certeza, visto que havia muitas cidades com este mesmo nome. Mas a prosperidade das artes na cidade lucana, assim como de grande parte das cidades da Magna Grécia, comprova-se pela beleza e variedade das moedas, algumas das quais são obras-primas da arte grega; além disso, o número delas prova em si a opulência e a actividade comercial vivida na cidade a que pertenciam.